# Friedrich Wilhelm Kullrich
Friedrich Wilhelm Kullrich (n. 18 decembrie 1821, Dahme/Mark, Brandenburg, Germania – d. 1 septembrie 1887, Berlin, Imperiul German) a fost un gravor de medalii⁠(d) și monede.

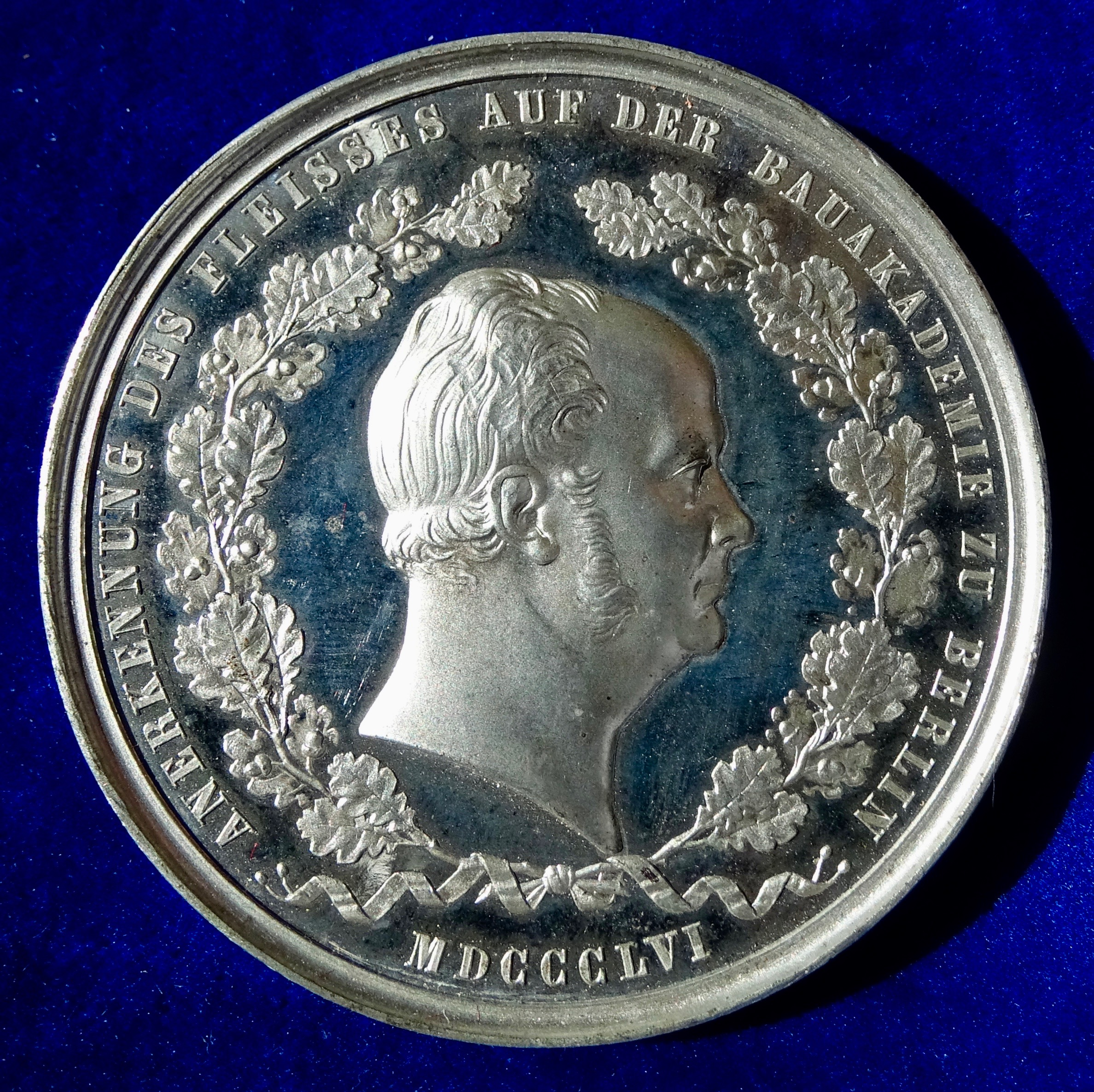
Medalia de merit a Academiei de Construcții din Berlin din 1856, un ordin de stat timpuriu (lipsă de la Sommer). Avers, cu portretul capului lui Friedrich Wilhelm al IV-lea.

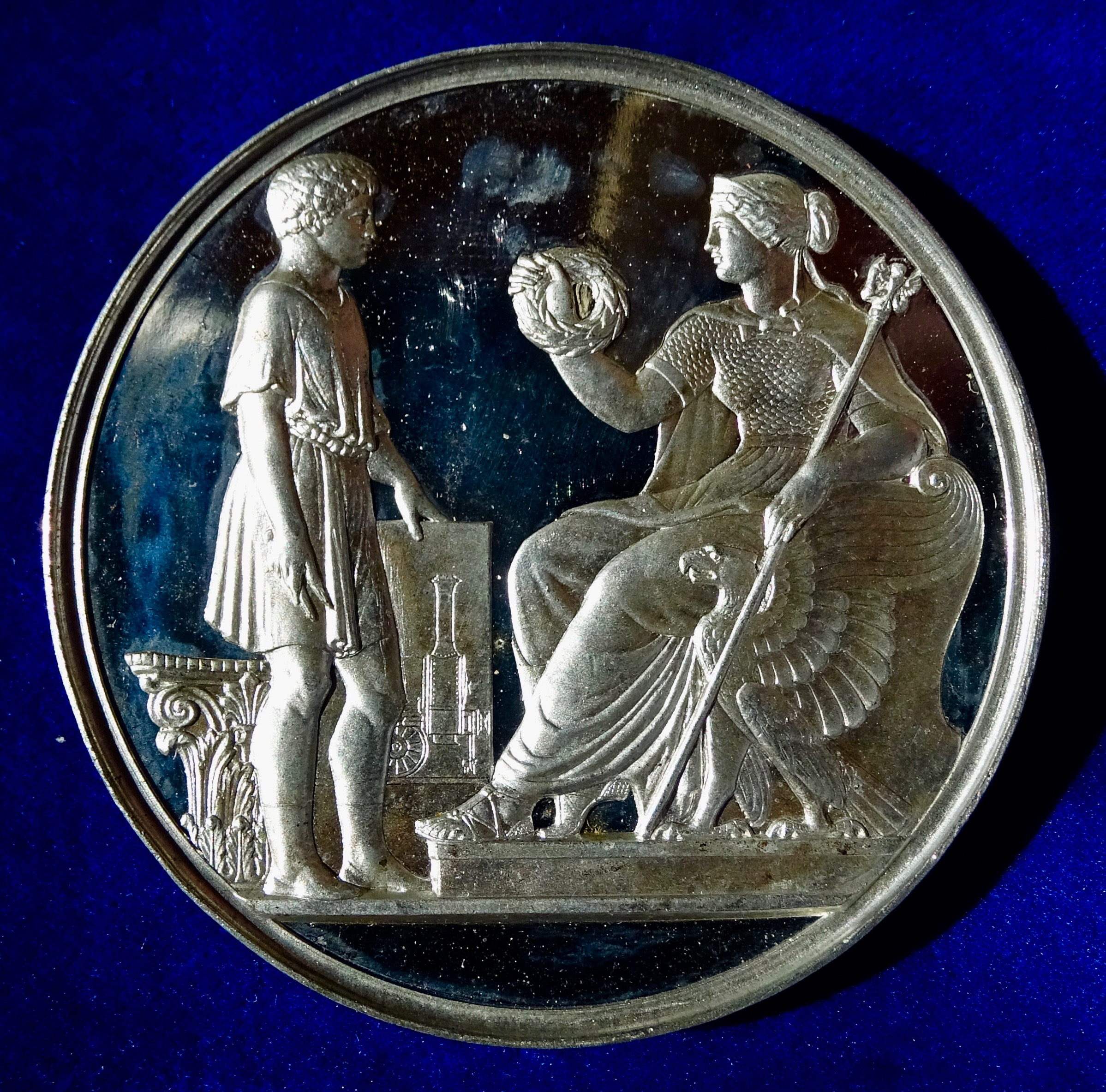
Reversul acestei medalii de merit. Prin decretul lui Wilhelm I, a fost recreată ca o medalie de merit pentru studenții de la Universitatea Tehnică din Berlin, cu un text modificat corespunzător.

## Biografie
Friedrich Wilhelm Kullrich a fost fiul armurierului Dahm Johann Friedrich Kullrich și a lui Johanna Christina Kretschnear și s-a născut pe 18 decembrie 1821. A fost ucenicul tatălui său și a devenit armurier, dar, pentru a-și completa educația, a călătorit în orașe precum München, Viena și Veneția. În 1844, și-a început studiile în sculptură și gravură la Berlin, în atelierul profesorului Karl Fisch, un cunoscut medalist și sculptor în fildeș. Talentul său a atras rapid atenția sculptorului Christian Rauch, care l-a recomandat pentru admiterea la Academia de Artă din Berlin, unde a devenit student în 1849.
După absolvirea Academiei de Artă din Berlin⁠(d) în 1851, Kullrich a continuat să lucreze în atelierul lui Rauch.
În acelasi an, Rauch, l-a însărcinat să creeze o medalie cu ocazia inaugurării monumentului lui Frederic cel Mare din Berlin.

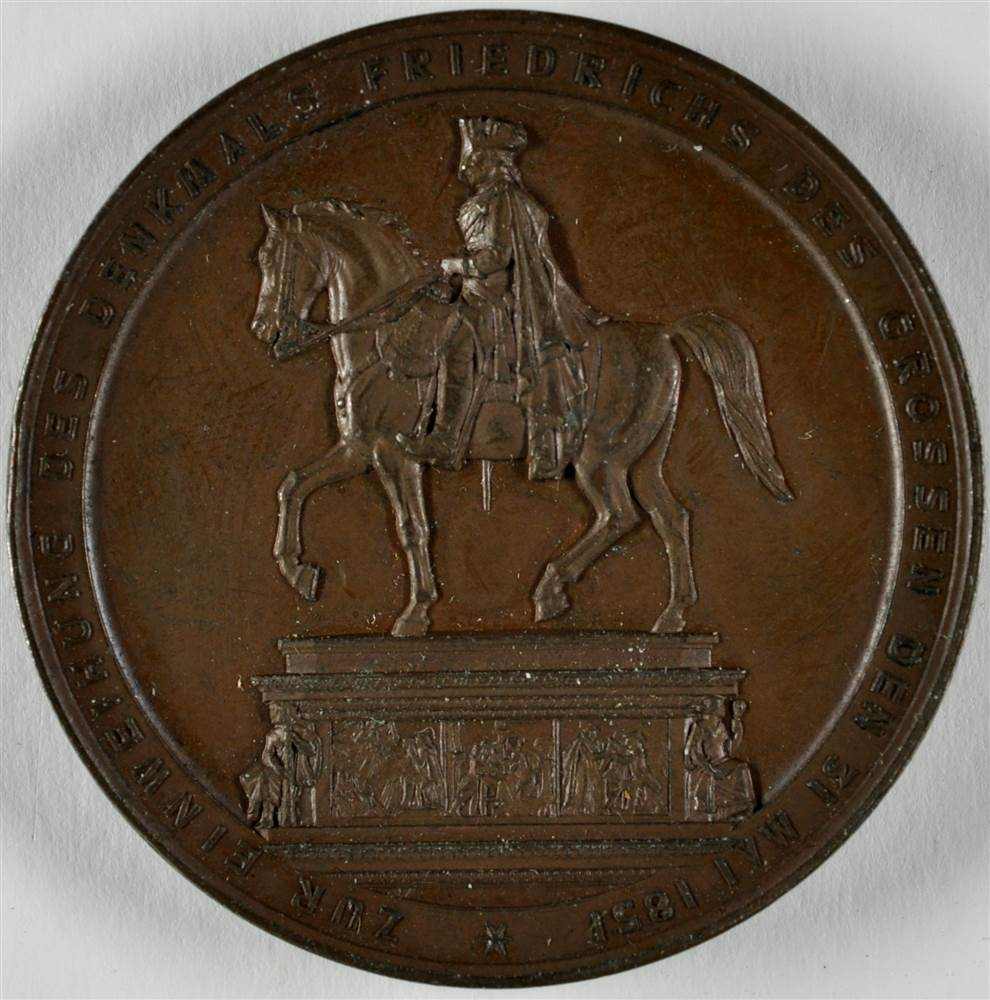
Medalie de bronz (32 mm) de Kullrich pentru inaugurarea monumentului lui Frederic cel Mare la 31 mai 1851

În perioada 1851-1855, a lucrat la monetăria din Londra, colaborând cu celebrul gravor William Wyon. După o scurtă perioadă petrecută în Bruxelles, Paris, München și Elveția, a fost invitat în 1857 de țarul Alexandru al II-lea al Rusiei pentru a contribui la organizarea monetăriei din Sankt Petersburg.
În 1858, Kullrich a devenit membru al Monetăriei Regale din Berlin, iar în 1859 a fost promovat ca medalist, fiind numit în 1862 șef medalist al monetăriei. În această funcție, a realizat matrițe pentru monedele Prusiei și ale altor state germane, precum Anhalt, Mecklenburg și Reuß⁠(d).
După 1871 a creat primele monede ale Imperiului German.
Kullrich a realizat, de asemenea, ștanțe pentru Heinrich al XIV-lea, Prinț de Reuß, linia tânără, care și-a bătut monedele la Berlin, inclusiv pentru Vereinstler-ul din 1868 și moneda de 20 de mărci din 1881.
Pe lângă contribuțiile sale în Germania, Kullrich a realizat matrițe pentru monede, medalii și ordine pentru mai multe țări străine, inclusiv Norvegia, Egipt, Brazilia și Costa Rica.
Kullrich a fost tatăl lui Friedrich Kullrich și Reinhard Kullrich.

## În România
Una dintre cele mai importante colaborări a fost cu România, începând din 1866, când a fost însărcinat să realizeze matrițe pentru monedele românești. A vizitat România în mai multe rânduri, fiind consultat și în procesul de înființare a Monetăriei Naționale din București, inaugurată în 1870.
Printre monedele românești gravate de Kullrich se numără monedele de argint și bronz de 1 leu, 50 bani și 10 bani, precum și emisiunile de aur de 20 lei, 10 lei și 5 lei. De asemenea, a realizat matrițe pentru mai multe monede care nu au mai fost bătute, precum cele de 10, 20 și 50 bani din 1870 și 1 ban din 1881.
Kullrich a creat și numeroase medalii comemorative pentru România, printre care se numără medalia ce comemora începutul domniei lui Carol I, ca domn al Principatelor Române în 1866, medalia Spitalului Municipal și a Bisericii „Sf. Ioan” din Turnu Severin (1868), medalia comemorativă a nașterii prințesei Maria a României (1870), medalia „Bene Merenti” și medalia comemorativă a Războiului de Independență (1886).